# 이천 애련정
애련정(愛蓮亭)은 대한민국 경기도 이천시 안흥동에 있는 정자이다. 1997년 8월 1일 이천시의 향토유적 제15호로 지정되었다.

## 개요
이천읍지에 의하면 객사 남쪽에 정자가 언제 창건되었는지는 모르나 세종 10년(1428)에 중건하고 세조 12년(1456) 이천부사 이세보가 다시 중건하였으며 정자 앞 습지에 안흥지를 파서 그 한가운데 연꽃을 심고 영의정 신숙주에게 애련정이란 명칭을 얻게 되었다고 한다.
월산대군 이정, 서거정, 조위 등 많은 시인들은 애령정의 경치를 읊은 시를 남겼고 임원준과 김안국의 애련정기와 애련루기는 지금도 전해지고 있다.
중종 23년(1528), 숙종 14년(1688), 정조 3년(1779)의 기록에는 역대 임금님들이 영릉 행차길에 이천행궁에 머무르며 으례 붉은 연꽃이 어우러진 애련정을 돌아보았다고 전한다.
순종황제 원년(1907) 벌떼같이 일어났던 정미의병때 일본군이 이를 진압하고 이천읍내 483가구를 불태운 충화사건이 있었으니 이때 불타 없어진 것으로 본다. 이천시에서는 지방자치 시대를 맞이하여 18만 시민의 의견을 모아 1998년 애련정을 복원하였다.